# Luis Herrera
Luis Alberto "Lucho" Herrera Herrera, född 4 maj 1961 i Fusagasugá, Colombia, är en colombiansk tidigare professionell tävlingscyklist. Herrera var professionell mellan 1985 och 1992 men hade innan dess en framgångsrik amatörkarriär i Colombia.
Luis Herrera deltog i sitt första Vuelta a Colombia 1981 där han slutade på 16:e plats. Året därpå slutförde han inte sin andra Vuelta a Colombia, men han vann Colombias näst största etapplopp Clásico RCN. Han vann samma tävling under 1983 men också två etapper. Samma år slutade Herrera tvåa på Vuelta a Colombia efter Alfonso Florez Ortiz. Under 1984 vann han Vuelta a Colombia, Clásico RCN och etapp 17 på Tour de France. I och med den sistnämnda segern blev han den förste colombianske cyklisten att vinna en etapp i det franska etapploppet. 
Under sin karriär vann Herrera Vuelta a Colombia och Clásico RCN fyra gånger var, men hans största merit är segern i Vuelta a España 1987 då han blev den förste sydamerikanen att vinna en Grand Tour. Han vann också Dauphiné Libéré 1988 och 1991 och fem bergsmästartröjor från olika Grand Tours.
Herrera är den andre cyklisten att vinna bergspristävlingar i alla de tre stora tävlingarna kallad Grand Tours, Tour de France, Giro d'Italia och Vuelta a España. Den förste var spanjoren Federico Bahamontes.

## Meriter
1982
- Clásico RCN + 2 etapper

1983
- Clásico RCN + 1 etapp

1984
- etapp 17, Tour de France
- Clásico RCN + 1 etapp
- Vuelta a Colombia + 3 etapper

1985
- Vuelta a Colombia + 2 etapper
- etapp 11, Tour de France
- etapp 14, Tour de France
- Bergspristävlingen Tour de France

1986
- Clásico RCN + prolog och 2 etapper
- Vuelta a Colombia + 1 etapp

1987
- Vuelta a España
- Bergspristävlingen Vuelta a España
- etapp 11, Vuelta a España
- Bergspristävlingen Tour de France

1988
- Critérium du Dauphiné Libéré
- etapp 6b,  Critérium du Dauphiné Libéré
- Vuelta a Colombia + 2 etapper

1989
- etapp 13 och 18, Giro d'Italia
- Bergspristävlingen Giro d'Italia

1991
- Critérium du Dauphiné Libéré
- etapp 6, Critérium du Dauphiné Libéré
- etapp 6, Katalonien runt
- etapp 16, Vuelta a España
- Bergspristävlingen Vuelta a España

1992
- Tour d'Aragon + 1 etapp
- etapp 8, Tour de France

## Stall
- -  Colombie-Piles Varta 1984
  -  Café de Colombia 1985–1990
  -  Ryalcao-Postobon-Manzana 1991–1992